# The 20/20 Experience
The 20/20 Experience ist das dritte Studioalbum des US-amerikanischen Sängers Justin Timberlake. Es erschien am 15. März 2013 bei RCA Records als erster Teil eines zweiteiligen Projektes. Am 27. September wurde der Nachfolger The 20/20 Experience – 2 of 2 veröffentlicht.

## Entstehung
Nach dem kommerziell erfolgreichen Album FutureSex/LoveSounds dauerte es sieben Jahre, bis Timberlake den Nachfolger vorlegte. Zwischenzeitlich hatte er sich als Schauspieler betätigt und zu einigen Songs anderer Interpreten wie Madonna, Rihanna oder T.I. Features beigesteuert.
2010 begann Timberlake mit seinem Manager Johnny Wright über ein neues Album zu sprechen. Zunächst wollte Timberlake nicht zur Musik zurückkehren und sich weiter auf seine Filmkarriere konzentrieren, doch im Juni 2012 hatte er mit Timbaland neue Songs ausgearbeitet und bereits im Juli 2012 war das Album fertiggestellt. Die Aufnahmen fanden innerhalb von nur vier Wochen in den Larrabee Studios (Hollywood) statt, Timberlake stand wegen des geplanten Drehs von Szenen zu Runner Runner unter Zeitdruck.
Wright beschrieb es als "schnelle Platte" ("fast record"). Zur Zusammenarbeit von Timberlake mit Timbaland sagte er: "when those two come together there’s a lot of magic that happens." ("Wenn diese beiden zusammenarbeiten, geschehen magische Dinge.") Bei Suit and Tie wirkte Jay-Z als einziger Gastsänger auf dem ganzen Album mit.
Zunächst sollte das Album im Oktober 2012 erscheinen, wobei der Termin jedoch wegen der Hochzeit des Sängers mit Jessica Biel auf März 2013 verschoben wurde.
Am 27. September 2013 erschien eine weitere LP zur Vervollständigung der 20/20-Experience. Die erste Single des neuen Albums heißt "Take Back The Night". Die Deluxe Edition des Albums beinhaltet 13 Songs.

## Promotion
Im September trafen sich Justin Timberlake und sein Manager Wright mit den Vorsitzenden von RCA Records, Peter Edge und Tom Corson, um erstmals über Marktstrategien zu sprechen. Am 10. Januar wurde ein Teaser mit dem Namen I’m Ready auf Youtube hochgeladen, in dem Timberlake seine die Musik betreffenden Pläne erläutert und in einem Musikstudio zu sehen ist. Vier Tage später erschien die erste Single Suit & Tie, zu der am 25. Januar ein von dem Regisseur David Fincher gedrehtes Musikvideo veröffentlicht wurde. Der Song konnte sich in 15 Ländern in den Top-10 platzieren. Bei seinen Auftritten bei den Grammy Awards und der Comedy-Show Saturday Night Live sang er Suit & Tie live. Am 6. Februar veröffentlichte man das Cover und die Titelliste des Albums. Als zweite Single wurde Mirrors am 11. Februar ausgekoppelt, die er unter anderem bei Wetten, dass..? in Friedrichshafen und den Brit Awards spielte. Zu der Reihe von Auftritten bei hochkarätigen Veranstaltungen gehörte auch sein erster Solo-Liveauftritt seit fünf Jahren bei der Super-Bowl-Party in New Orleans, wo er die beiden Songs Pusher Love Girl und That Girl vorstellte.
Ab dem 11. März konnte man das Album auf iTunes in voller Länge streamen.

## Titelliste
1. Pusher Love Girl – 8:03 (Justin Timberlake, Timothy Mosley, Jerome „J-Roc“ Harmon, James Fauntleroy)
2. Suit & Tie (feat. Jay-Z) – 5:27 (Justin Timberlake, Timothy Mosley, Jerome „J-Roc“ Harmon, James Fauntleroy, Shawn Carter, Terrence Stubbs, Johnny Wilson, Charles Still)
3. Don’t Hold the Wall – 7:11 (Justin Timberlake, Timothy Mosley, Jerome „J-Roc“ Harmon, James Fauntleroy)
4. Strawberry Bubblegum – 8:00 (Justin Timberlake, Timothy Mosley, Jerome „J-Roc“ Harmon, James Fauntleroy)
5. Tunnel Vision – 6:47 (Justin Timberlake, Timothy Mosley, Jerome „J-Roc“ Harmon, James Fauntleroy)
6. Spaceship Coupe – 7:18 (Justin Timberlake, Timothy Mosley, Jerome „J-Roc“ Harmon, James Fauntleroy)
7. That Girl – 4:47 (Justin Timberlake, Timothy Mosley, Jerome „J-Roc“ Harmon, James Fauntleroy, Noel Williams)
8. Let the Groove Get In – 7:12 (Justin Timberlake, Timothy Mosley, Jerome „J-Roc“ Harmon, James Fauntleroy)
9. Mirrors – 8:05 (Justin Timberlake, Timothy Mosley, Jerome „J-Roc“ Harmon, James Fauntleroy)
10. Blue Ocean Floor – 7:22 (Justin Timberlake, Timothy Mosley, Jerome „J-Roc“ Harmon, James Fauntleroy)

Deluxe-Edition
1. Dress On – 4:39 (Justin Timberlake, James Fauntleroy, Robin Tadross)
2. Body Count – 4:42 (Justin Timberlake, James Fauntleroy, Robin Tadross)

## Rezeption

### Rezensionen
Das Album rief hauptsächlich positive Reaktionen hervor, auf der Webseite Metacritic.com erhielt das Album eine grundsätzliche positive Durchschnittsbewertung von 75 von 100 Punkten, basierend auf 39 englischen Kritiken.
In der Liste der 50 besten Alben des Jahres des Magazins Spin belegte das Album Platz 32, Complex Music listete es auf Position 21.
Tobias Rapp vom Nachrichtenmagazin Der Spiegel lobt Timberlakes Stil als elegant und bezeichnet ihn als Entertainer, wobei er sogar Parallelen zu Frank Sinatra zieht. Er habe sich zwar nicht neu erfunden, mache mit dem Album aber das, was er am besten könne.

„Das ganze Album strahlt vor müheloser Eleganz und Sinnlichkeit. Zehn Songs von psychedelischer Glückseligkeit, moderner Pop, in dem Streicherarrangements die Spannung halten, getragen von einem Wohlklang, wie man ihn wahrscheinlich nur in den teuersten Studios hinbekommt. Es braucht eine Weile, bis sich erschließt, worauf der Sänger wirklich hinauswill. ‚The 20/20 Experience‘ ist die Platte, mit der Justin Timberlake sagt: Ich kann der Frank Sinatra des 21. Jahrhunderts werden.“

Andreas Borcholte hob hingegen in der Onlineausgabe des Spiegels zwar den an Motown-Zeiten orientierten Klang positiv hervor, hinterfragte aber die Qualität vieler Songtexte und schrieb, dass die Elemente, die das Album wohl spannend machen sollten, eher zum Gegenteil führen. Gelobt wurden die beiden Songs Let the Groove Getin und Mirrors.

„Groß war die Erwartungshaltung, als Timberlake einen Nachfolger seines in vielerlei Hinsicht grandiosen zweiten Albums "Futuresex/Lovesounds" ankündigte. Und jetzt, da "The 20/20 Experience" endlich zu hören ist, würde man gerne sagen: Das Warten hat sich gelohnt. Hat es auch. Aber gleichzeitig bleibt das Gefühl, dass niemand diese Platte gebraucht hätte. […] Da außerdem die meisten neuen Songs so opulent strukturiert sind wie "Strawberry Bubblegum", sieben oder acht Minuten mit Stilwechsel oder Break gegen Ende, macht sich bei aller produktionstechnischer Brillanz und Finesse schnell Langeweile breit. […] Natürlich ist das keine schlechte, sondern sogar sehr gute, wohldurchdachte, zuweilen sogar berührende Musik.“

Ein Artikel der Süddeutschen Zeitung beschäftigt sich mehr mit dem Phänomen des „Superstars“ und weshalb das Album so gut aufgenommen werde.

„Richtig vom Hocker haut die Platte eigentlich keinen, aber alle geben sich große Mühe, sie doch irgendwie grandios zu finden. […] Alles plätschert etwas allzu solide dahin, wie schon die erste Single "Suit & Tie". […] Aber wer die jüngsten Auftritte Timberlakes in der Late-Night-Show von Jimmy Fallon, bei Saturday Night Life oder im BBC bei Jonathan Ross gesehen hat, der war natürlich trotzdem hingerissen von diesem liebenswerten, begnadeten Entertainer.“

Ähnliches beschreibt auch Jakob Biazza vom Focus, der Justin Timberlake als den vielleicht einzigen aktuellen männlichen Superstar bezeichnet. Das Album sei kein Meisterwerk, aber dennoch will jeder es gut finden. Als Grund nennt er das menschliche „Grundbedürfnis nach Eleganz“.

### Kommerzieller Erfolg
In den Vereinigten Staaten stieg es mit 968.000 verkauften Kopien direkt auf Position 1 ein, womit es die stärkste erste Verkaufswoche des Jahres hinlegte. The 20/20 Experience konnte sich drei Wochen an der Chartspitze halten und wurde schon am 22. April mit zweifachem Platin ausgezeichnet.
Auch in Großbritannien legte es mit über 100.000 Verkäufen in der ersten Woche den bis dato erfolgreichsten Verkaufsstart des Jahres hin.
Einen weltweiten Rekord stellte das Album auf, als es in der ersten Woche 580.000 Mal über den iTunes Store heruntergeladen wurde.
Mit 3,6 Millionen verkauften Einheiten belegte der Longplayer hinter Midnight Memories von One Direction und The Marshall Mathers LP 2 von Eminem den dritten Platz der weltweit erfolgreichsten Alben 2013.

#### Chartplatzierungen
| ChartsChartplatzierungen       | Höchstplatzierung | Wochen |
| ------------------------------ | ----------------- | ------ |
| Deutschland (GfK)              | 1 (22 Wo.)        | 22     |
| Österreich (Ö3)                | 2 (10 Wo.)        | 10     |
| Schweiz (IFPI)                 | 1 (28 Wo.)        | 28     |
| Vereinigtes Königreich (OCC)   | 1 (32 Wo.)        | 32     |
| Vereinigte Staaten (Billboard) | 1 (56 Wo.)        | 56     |

| ChartsJahrescharts (2013)      | Platzierung |
| ------------------------------ | ----------- |
| Deutschland (GfK)              | 29          |
| Schweiz (IFPI)                 | 16          |
| Vereinigtes Königreich (OCC)   | 21          |
| Vereinigte Staaten (Billboard) | 1           |

| ChartsJahrescharts (2014)      | Platzierung |
| ------------------------------ | ----------- |
| Vereinigte Staaten (Billboard) | 142         |

#### Auszeichnungen für Musikverkäufe
| Land/Region                  | Auszeichnungen für Musikverkäufe (Land/Region, Auszeichnung, Verkäufe) | Verkäufe  |
| ---------------------------- | ---------------------------------------------------------------------- | --------- |
| Australien (ARIA)            | Platin                                                                 | 70.000    |
| Brasilien (PMB)              | 2× Platin                                                              | 80.000    |
| Dänemark (IFPI)              | Platin                                                                 | 20.000    |
| Deutschland (BVMI)           | Gold                                                                   | 100.000   |
| Irland (IRMA)                | Gold                                                                   | 7.500     |
| Kanada (MC)                  | 2× Platin                                                              | 160.000   |
| Mexiko (AMPROFON)            | Gold                                                                   | 30.000    |
| Neuseeland (RMNZ)            | Platin                                                                 | 15.000    |
| Niederlande (NVPI)           | Gold                                                                   | 40.000    |
| Norwegen (IFPI)              | Gold                                                                   | 5.000     |
| Polen (ZPAV)                 | 2× Platin                                                              | 40.000    |
| Schweden (IFPI)              | Gold                                                                   | 20.000    |
| Schweiz (IFPI)               | Gold                                                                   | 15.000    |
| Vereinigte Staaten (RIAA)    | 2× Platin                                                              | 2.579.000 |
| Vereinigtes Königreich (BPI) | Platin                                                                 | 300.000   |
| Insgesamt                    | 8× Gold · 11× Platin ·                                                 | 3.446.500 |

Hauptartikel: Justin Timberlake/Auszeichnungen für Musikverkäufe